# II. Vilmos, Ponthieu grófja
Talvas Vilmos (1179. – 1221. október 6.) Ponthieu grófja.
A későbbi Ponthieu és Montreuil grófja, (Talvas) Vilmos 1179-ben született, I. János ponthieu-i és montreuil-i gróf és Szent Pol-i Beatrix grófkisasszony második gyermekeként (volt egy nővére, Adél grófkisasszony) és egyetlen fiaként, s 1195. augusztus 20-án, Kasztíliában vette feleségül a vele egyidős, francia királyi hercegnőt, Capet Adélt, VII. Lajos francia király egyik leányát, akitől három gyermeke született:
- Johanna grófkisasszony, aki rögtön születése után meghalt
- 1199. április 17-én született Mária grófkisasszony, aki később édesapja egyetlen örököseként Ponthieu úrnője lett
- Izabella grófkisasszony

A gróf 1221. október 6-án, 41-42 esztendősen hunyt el, Franciaországban, özvegy emberként, mivel felesége, Adél grófné kb. 1218. július 18-án halt meg, 38-39 éves korában.